# 濱村勘太郎
濱村 勘太郎（はまむら かんたろう、1859年1月22日〈安政5年12月19日〉 - 1931年（昭和6年））は、明治時代の政治家。実業家。山形県山形市長。

## 経歴
濱村友吉の長男としてのちの山形県に生まれ、1874年（明治7年）祖父伊惣治の後を受け家督を相続した。山形電気、東北送電、山電工業各取締役を歴任。山形市会議員に立候補するものの落選したがこれを遺憾とした重野謙次郎が市長に推挙したことで、1889年（明治22年）32歳の若さで山形市初代市長に就任した。在任中は議決・市政執行機関の整備、市役所の開庁、山形市吏員職名および定員規則の制定などに尽力した。
1894年（明治27年）10月、山形米穀取引所が設立されるとその理事長に就任するため市長を辞した。その後、山形新報社、両羽農工銀行各取締役を務めた。